# Utobium griseum
Utobium griseum är en skalbaggsart som beskrevs av White 1966. Utobium griseum ingår i släktet Utobium och familjen trägnagare. Inga underarter finns listade i Catalogue of Life.